# Carlos Sussekind
Carlos Sussekind de Mendonça Filho, conhecido como Carlos Sussekind (Rio de Janeiro, 17 de setembro de 1933 — Rio de Janeiro, 25 de maio de 2021), foi um escritor e tradutor brasileiro.

## Carreira
Neto de Lúcio de Mendonça, estudou na Universidade do Brasil, hoje Universidade Federal do Rio de Janeiro, mas abandonou o curso depois de apenas dois anos.
Estreou na literatura em 1960, com o romance Os Ombros Altos. Sua obra questiona os limites entre a ficção e autobiografia. Em Armadilha para Lamartine, seu livro mais conhecido, usa diários de seu pai, e por isso assina o romance como "Carlos & Carlos Sussekind".
Morreu em casa, no Rio de Janeiro, aos 87 anos, em decorrência de problemas cardíacos. 

## Obras
- 1960 - Os Ombros Altos
- 1975 - Armadilha para Lamartine
- 1994 - Que Pensam Vocês que Ele Fez
- 2001 - O Autor Mente Muito - com Francisco Daudt